# Periconiella saccharicola
Periconiella saccharicola är en svampart som beskrevs av Bat. & J.A. Lima 1955. Periconiella saccharicola ingår i släktet Periconiella och familjen Mycosphaerellaceae.   Inga underarter finns listade i Catalogue of Life.